# 11833 Dixon
11833 Dixon eller 1985 RW är en asteroid i huvudbältet som upptäcktes den 13 september 1985 av Spacewatch vid Kitt Peak-observatoriet. Den är uppkallad efter Roger Dixon.
Den tillhör asteroidgruppen Hungaria.